# 短刺虎刺
短刺虎刺（学名：Damnacanthus giganteus）为茜草科虎刺属下的一个种。其种加词“Giganteus”意为“巨大的”。